# Катхе, Макс Арведович
Макс-Вильгельм-Иоаганнес Арведович Катхе (нем. Wilhelm Johannes Arwed Max Kattchée; 5 ноября 1879, Янишки, Ковенский уезд, Ковенская губерния — 10 июня 1933, Биржай) — офицер Русской императорской армии и армии Литвы.

## Биография
Происходил из дворян немецкого происхождения. Лютеранин. В 1899 году окончил Владимирское военное училище в Санкт-Петербурге. Участник русско-японской войны. В 1908 — 1911 годах служил в Виленском военном училище. Во время Первой мировой войны служил в Саратовском 108-й пехотном полку. Был командиром 17-о стрелкового полка. Во время битвы при Гумбиннене был контужен. В апреле 1919 год был мобилизован в Войско Литовское. Участвовал в боях против Красной Армии, Западной добровольческой армии и польской армии. Возглавил литовскую делегацию при подписании Сувалкского соглашения с Польшей. В апреле 1921 года организовал Высшие офицерские курсы в Каунасе и стал их первых руководителем. Стал начальником Генерального штаба Литвы. В 1922 году по состоянию здоровья ушел в запас. Жил в Биржай, где и умер. 

## Награды
- Орден Святого Георгия IV-й степени (1907),
- Орден Святого Владимира IV-й степени (1915),
- Георгиевское оружие (1915),
- Императорский орден Святой Анны II-й степени (1915),
- Орден Креста Витиса IV-й степени (1919),
- Орден Креста Витиса V-й степени (1919),
- Военный орден Лачплесиса II-й степени (1926),